# Mostassaf
Mostassaf o mostassà era un cargo público de los territorios de la Corona de Aragón, equivalente a la denominación "almotacén" de los reinos de la Corona de Castilla, donde también tenía el nombre de mayordomo. Estuvo presente entre los siglos XIV y XVI y, aunque sus orígenes se remontan a los oficios municipales de Grecia y Roma, su antecedente directo es el almuḥtasáb andalusí. El de Barcelona, inspirado en el de Valencia, fue creado por Pedro el Ceremonioso en 1339 a petición del Consell de Cent, con lo que tenía la consideración tanto de funcionario regio como municipal; y extendía su competencia a las poblaciones de Sant Adrià, Badalona, Tiana, Ripollet, Sant Boi, Sant Andreu, Sarrià, Sant Just Desvern y Sant Feliu, estando obligado a salir de la ciudad al menos tres veces al año. Suprimida la figura en 1715 (la época de los Decretos de Nueva Planta), fue recuperada por muchos ayuntamientos a causa de su utilidad pública.
Tenía jurisdicción civiliter sobre el fraude que se cometía en el peso y medidas, y tenía la responsabilidad de que las calles de la ciudad estuvieran limpias y desembarazadas y sin servidumbres de paso de unos y otros.
Era un oficio que por ley era incompatible con los oficios de administrador, escribano de guardias, racional, clavario y Padre de Huérfanos.

## Mostassaf de Barcelona
En la ciudad de Barcelona los Consellers en 1560 ordenaron elaborar un libro con los textos normativos existentes, para el normal ejercicio de las atribuciones de mostassaf.
Se trata de un volumen manuscrito Llibre de les ordinacions fetes sobre lo offici de Mostassaf ordenades recopilar pels consellers de Barcelona el (1559)-1560. El presente ejemplar  se conserva en el Archivo histórico de la ciudad de Barcelona (IMH, con cota de L-72). Este se halla constituido por una recopilación de disposiciones promulgadas por el consejo municipal entre 1337 y 1685 (las últimas añadidas al texto inicial de 1560). El conjunto normativo es más que un conglomerado de normas casuísticas, en la compilación cabe destacar una cierta sistematización interna por razón de la materia.
El manuscrito Llibre de les ordinacions fetes sobre lo offici de Mostassaf ordenades….,  se halla constituido por una recopilación de disposiciones, que se pueden articular en los siguientes ejes temáticos: a) Privilegios del cargo de Mostaçaf; b) Ordenanzas generales relativas a la regulación de la actividad comercial; c) Ordenanzas relativas al comercio de subsistencia; y d) Ordenanzas  propias del comercio de productos artesanales y servicios.

### Atribuciones específicas para supervisar el mercado
Durante el año de su mandato, se ocupaba de: a) dar a conocer las ordenanzas municipales  relacionadas  con el comercio urbano; b) inspeccionar en el mercado el cumplimiento de la normativa para evitar las prácticas comerciales  abusivas.

### Atribuciones judiciales
Después de examinar el objeto del conflicto tenía autoridad para tomar una resolución y estaba legitimado para exigir las penas que imponía “Nos enim iam dicto mostaçaffo tenore presentis carte nostre damus et concedimus cognitioonem et decisionem executionem et exactionem,”.  El mostassaf debía  imponer soluciones jurídicas en los conflictos de intereses derivados de la dinámica del tráfico económico y mercantil que no se podían resolver por la vía amistosa o consensual, sino que se ventilaban procesalmente delante de su jurisdicción  y como conflictos  judiciales de pretensiones controvertidas entre las partes.